# Leon Korzewnikjanc
Leon Korzewnikjanc ps. Doliwa, Leon (ur. 7 stycznia 1896, zm. 10 czerwca 1978) – pułkownik wojska i pożarnictwa, polski wojskowy i działacz strażacki związany z Gdynią, radny miejski Gdyni. W latach 1933–1939 i 1945–1947 komendant Zawodowej Straży Pożarnej w tym mieście.

## Życiorys
Wywodził się z rodziny o korzeniach ormiańskich.
Do Gdyni przybył w latach 30. W 1933 został pierwszym komendantem Zawodowej Straży Pożarnej w Gdyni (oficjalnie – jednostki Straży Zawodowej Gdynia-Miasto).
W latach 30. posiadł VII stopień wyszkolenia pożarniczego (na osiem podówczas istniejących) i jako jeden z najlepiej wyszkolonych strażaków na Pomorzu przewodniczył powiatowej komisji egzaminacyjnej oraz był członkiem Korpusu Technicznego Straży Pożarnych Okręgu Pomorskiego.
W 1939 brał udział w obronie Gdyni przed wojskami niemieckimi, wraz z połową swojej jednostki strażackiej wyruszył na Oksywie, gdzie dowodził obroną przeciwpożarową polskich linii, a także brał udział w walkach w tym rejonie.
Od grudnia 1939 był szefem sztabu Strażackiego Ruchu Oporu „Skała”. Po jego wchłonięciu przez Korpus Bezpieczeństwa został szefem sztabu tej organizacji, a w czasie powstania warszawskiego dowodził wszystkimi jednostkami KB w Warszawie. Po podpisaniu porozumienia z innymi organizacjami został zastępcą dowódcy Połączonych Sił Zbrojnych AL, PAL i KB. Po wojnie za działalność w Korpusie Bezpieczeństwa został odznaczony Orderem Krzyża Grunwaldu III klasy.
W 1945 powrócił do Gdyni, był jednym z pierwszych strażaków, jacy już w marcu 1945 zgłosili się do jednostki. Powrócił na zajmowane przed wojną stanowisko komendanta i piastował je do 21 września 1947. Odwołany, pozostał jednak związany z Gdynią: zasiadał w jej Radzie Miejskiej z ramienia SD (był także wiceprzewodniczącym Zarządu Miejskiego SD). Pełnił obowiązki prezesa okręgowego Związku Uczestników Walki Zbrojnej o Niepodległość i Demokrację 1939–1945.
Został pochowany na Powązkach Wojskowych w Warszawie (kwatera B28-1-14).
Uchwałą Rady Obrony Narodu z dnia 2 października 1944 w uznaniu zasług w walce z okupantem został mianowany generałem brygady.

## Odznaczenia
- Krzyż Srebrny Orderu Wojennego Virtuti Militari[10];
- Krzyż Oficerski Orderu Odrodzenia Polski[11];
- Order Krzyża Grunwaldu III Klasy[8];
- Krzyż Partyzancki[12];
- Warszawski Krzyż Powstańczy (pośmiertnie)[11];

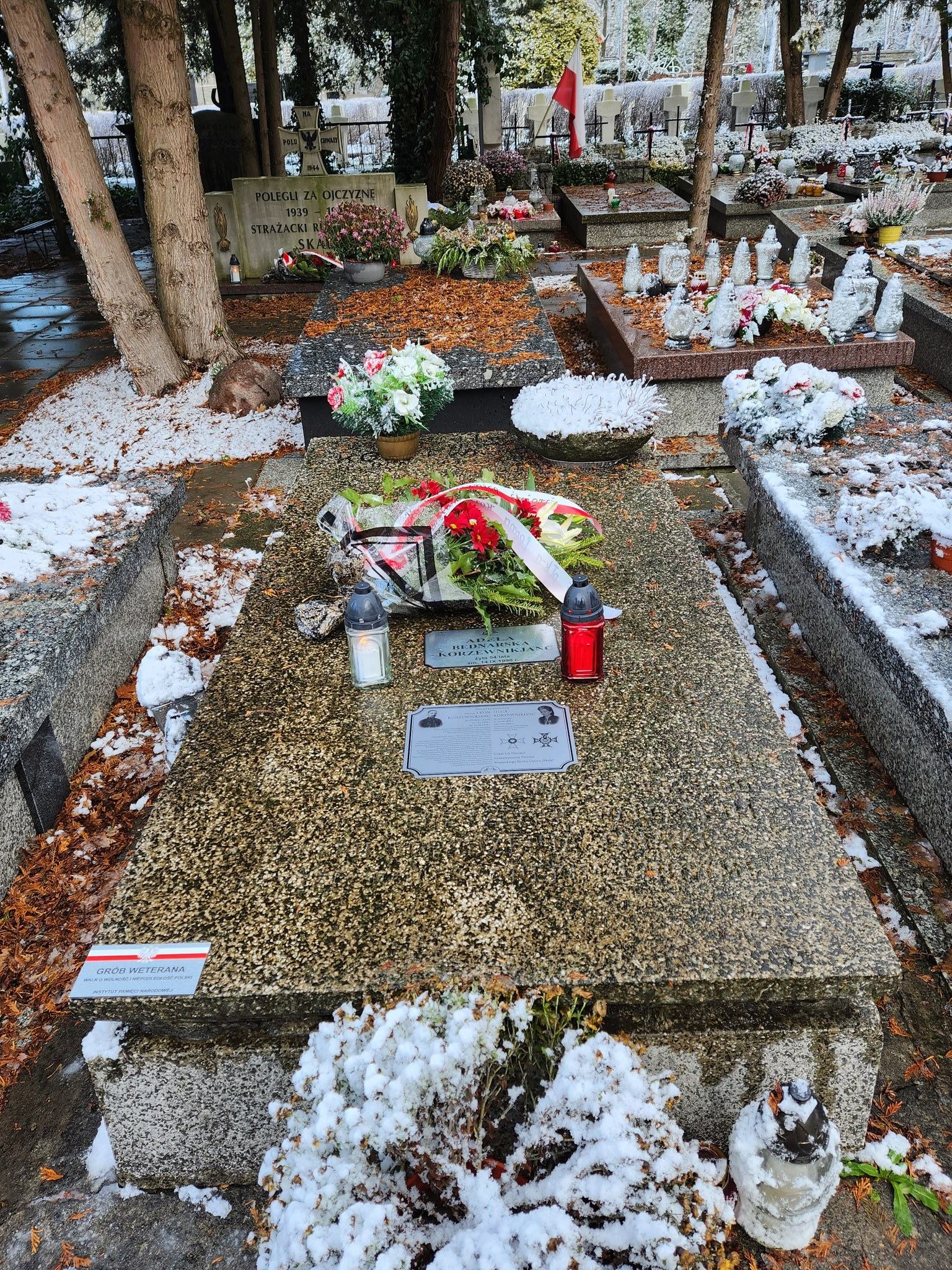
Grób Leona Korzewnikjanca na Cmentarzu Wojskowym na Powązkach w Warszawie

- Grób Leona Korzewnikjanca na Cmentarzu Wojskowym na Powązkach w WarszawieMedal 10-lecia Polski Ludowej[13].